# 石川隆汰
石川 隆汰（いしかわ りゅうた、1999年2月15日 - ）は、埼玉県出身のサッカー選手。ポジションは、フォワード。

## 来歴
ファジアーノ岡山の下部組織出身。2016年からは2種登録選手としてファジアーノ岡山ネクストでプレー。4月2日の1stステージ第4節ラインメール青森FC戦で初得点を挙げ、西川司の所持していたJFL最年少得点記録（愛媛FC在籍時、17歳5ヶ月11日、対大塚製薬戦）を更新した（17歳1ヶ月17日）。同シーズンは19試合に出場して4得点という成績を残し、JFL最下位と不振に喘いだチームの中で、高校生ながら同僚の藤岡浩介と共にチーム内得点王となる活躍を見せた。
ユースチームにおいてはプリンスリーグ中国参入戦へ進出。事実上の昇格決定戦となった聖光高等学校戦では3-0で勝利を収めたチームの挙げた得点全てを叩き出し、ハットトリックを達成。プリンスリーグ中国昇格へと導く大きな原動力となった。
9月10日にはトップチームへの昇格が発表され、2017年からはファジアーノ岡山でプレーすることとなった。2018年1月、一度は引退が発表され、その後岡山県リーグ1部のPanasonic岡山に入団。
2019年、JFLのFC大阪に移籍。しかしこの年にFC大阪を退団。

## 所属クラブ
ユース経歴
- ベルセドールFC西大寺
- 岡山市立西大寺中学校
- 2014年 - 2016年 ファジアーノ岡山U-18（岡山学芸館高等学校）
  - 2016年 ファジアーノ岡山ネクスト(2種登録)

プロ経歴
- 2017年 ファジアーノ岡山FC

アマ経歴
- 2018年 パナソニック岡山サッカー部
- 2019年 FC大阪
- 2020年 パナソニック岡山サッカー部
- 2021年 三菱自動車水島FC

## 個人成績
| 国内大会個人成績 | 国内大会個人成績 | 国内大会個人成績 | 国内大会個人成績 | 国内大会個人成績 | 国内大会個人成績 | 国内大会個人成績 | 国内大会個人成績 | 国内大会個人成績 | 国内大会個人成績 | 国内大会個人成績 | 国内大会個人成績 |
| 年度             | クラブ           | 背番号           | リーグ           | リーグ戦         | リーグ戦         | リーグ杯         | リーグ杯         | オープン杯       | オープン杯       | 期間通算         | 期間通算         |
| 年度             | クラブ           | 背番号           | リーグ           | 出場             | 得点             | 出場             | 得点             | 出場             | 得点             | 出場             | 得点             |
| 日本             | 日本             | 日本             | 日本             | リーグ戦         | リーグ戦         | リーグ杯         | リーグ杯         | 天皇杯           | 天皇杯           | 期間通算         | 期間通算         |
| ---------------- | ---------------- | ---------------- | ---------------- | ---------------- | ---------------- | ---------------- | ---------------- | ---------------- | ---------------- | ---------------- | ---------------- |
| 2016             | 岡山N            | 23               | JFL              | 24               | 5                | -                | -                | 1                | 0                | 25               | 5                |
| 2017             | 岡山             | 34               | J2               | 0                | 0                | -                | -                | 2                | 0                | 2                | 0                |
| 2018             | P岡山            |                  | 岡山県1部        | 11               | 5                | -                | -                | -                | -                | 11               | 5                |
| 2019             | FC大阪           | 26               | JFL              | 2                | 0                | -                | -                | 0                | 0                | 2                | 0                |
| 2020             | P岡山            | 8                | 岡山県1部        | 0                | 0                | -                | -                | -                | -                | 0                | 0                |
| 2021             | 三菱水島         | 26               | 中国             |                  |                  | -                | -                |                  |                  |                  |                  |
| 通算             | 日本             | 日本             | J2               | 0                | 0                | -                | -                | 2                | 0                | 2                | 0                |
| 通算             | 日本             | 日本             | JFL              | 26               | 5                | -                | -                | 1                | 0                | 27               | 5                |
| 通算             | 日本             | 日本             | 中国             |                  |                  | -                | -                |                  |                  |                  |                  |
| 通算             | 日本             | 日本             | 岡山県1部        | 11               | 5                | -                | -                | -                | -                | 11               | 5                |
| 総通算           | 総通算           | 総通算           | 総通算           | 38               | 10               | -                | -                | 3                | 0                | 41               | 10               |